# 발목 염좌
발목 염좌(sprained ankle)는 발목의 하나 이상의 인대에 염좌가 발생하는 상해이다.

## 증상
염좌로 경험할 수 있는 증상을 인지하는 것은 상해가 뼈의 파괴로 인한 것인지 결정하는 데에 중요하다. 염좌가 발생하면 혈관이 관절 주위 조직 안으로 체액이 흘러들어갈 수 있다. 염증을 책임지는 백혈구가 해당 부위로 전이되어 혈류가 증가한다. 이러한 염증과 더불어 체액과 통증으로부터 발생한 종창을 경험할 수 있다. 해당 부위의 신경은 상해에 시달릴 때 더 민감해지며 해당 부위에 압박이 있으면 더 악화된다. 혈류가 증가하면 열감과 발적이 관찰될 수도 있다. 또, 관절을 움직이는 운동력이 감소되며 영향을 받은 다리를 사용하기 어려워질 수 있다.

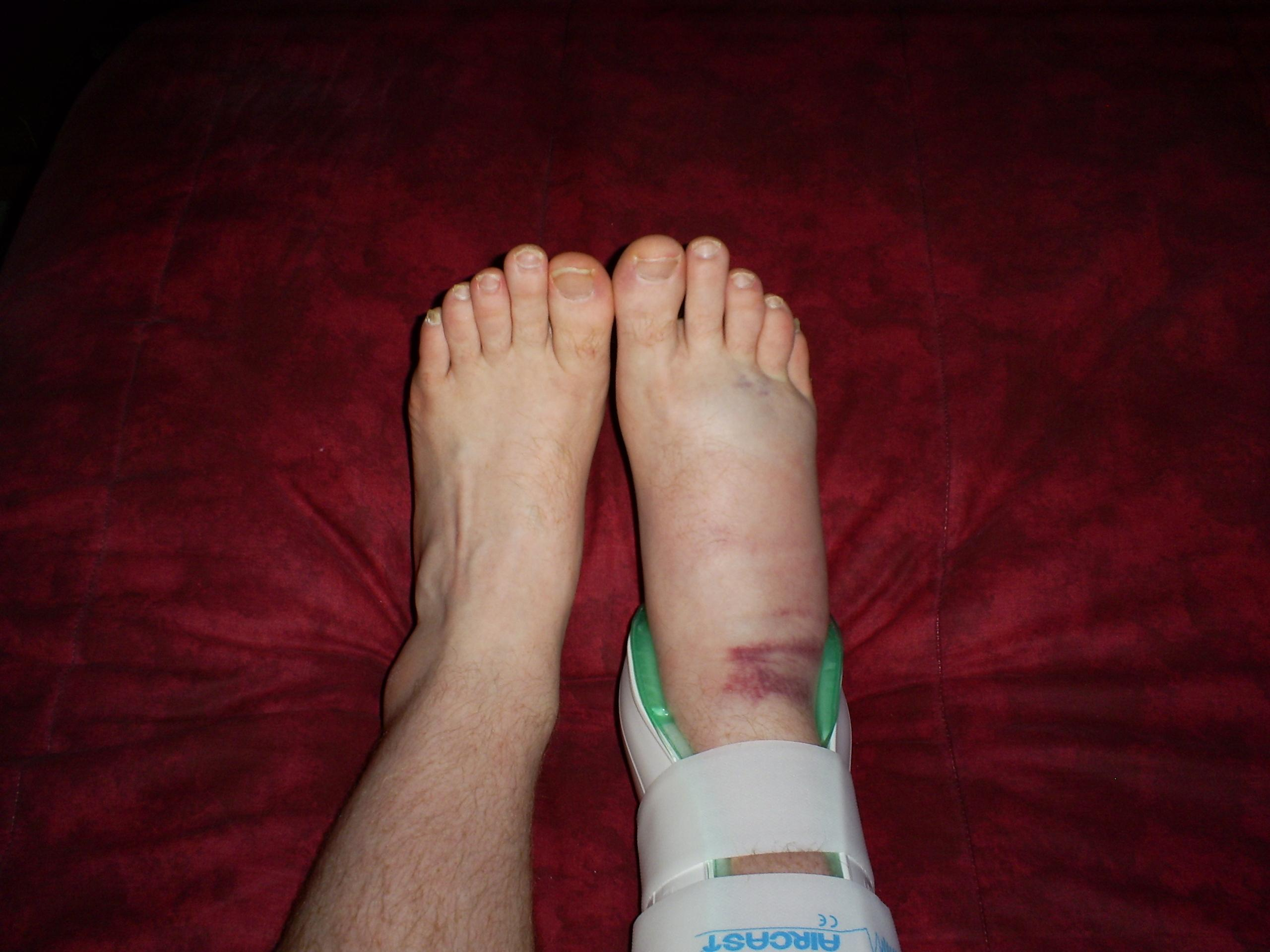
오른쪽 발.
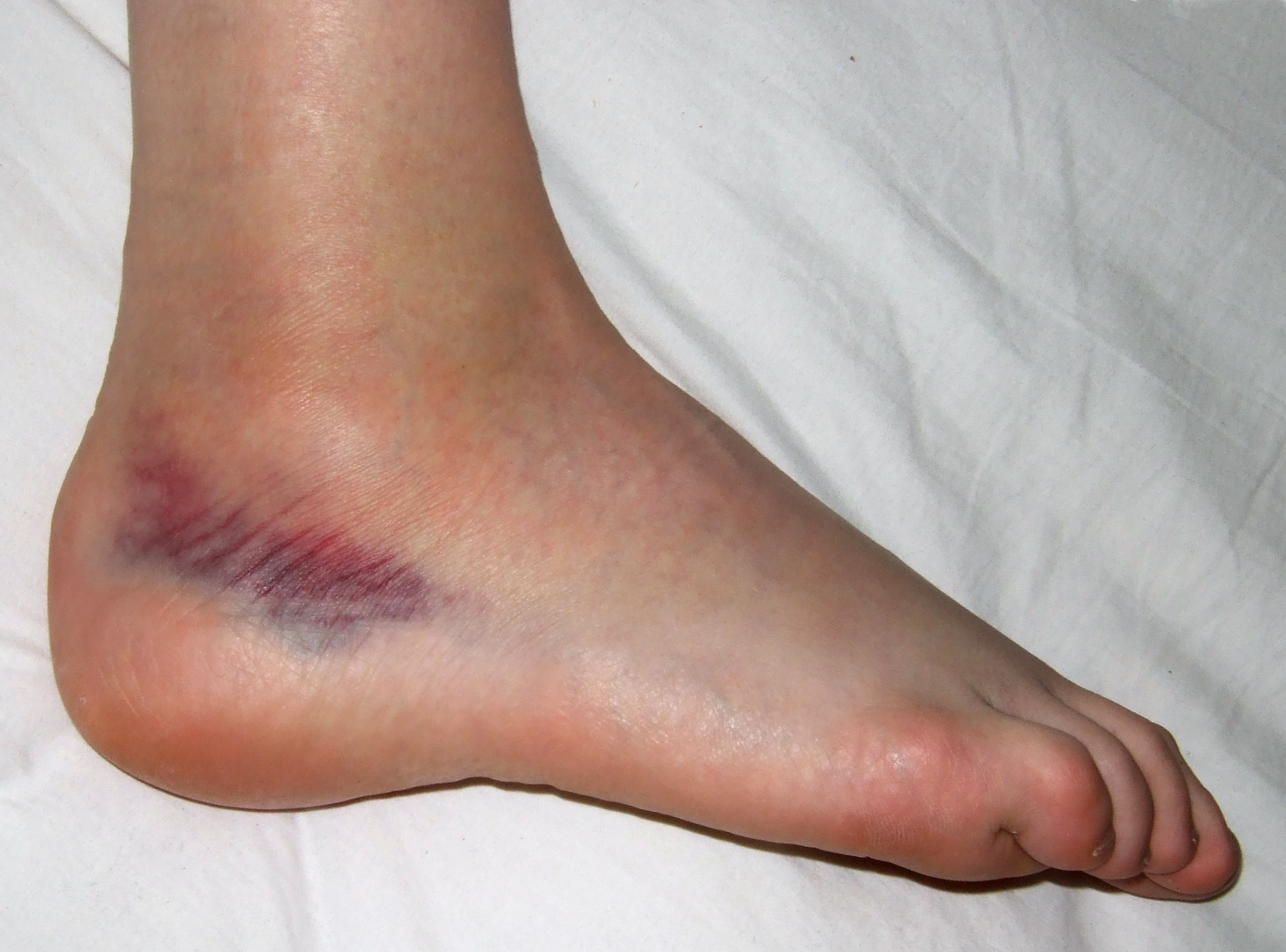
오른쪽 발. 상해 후 이틀째 모습.
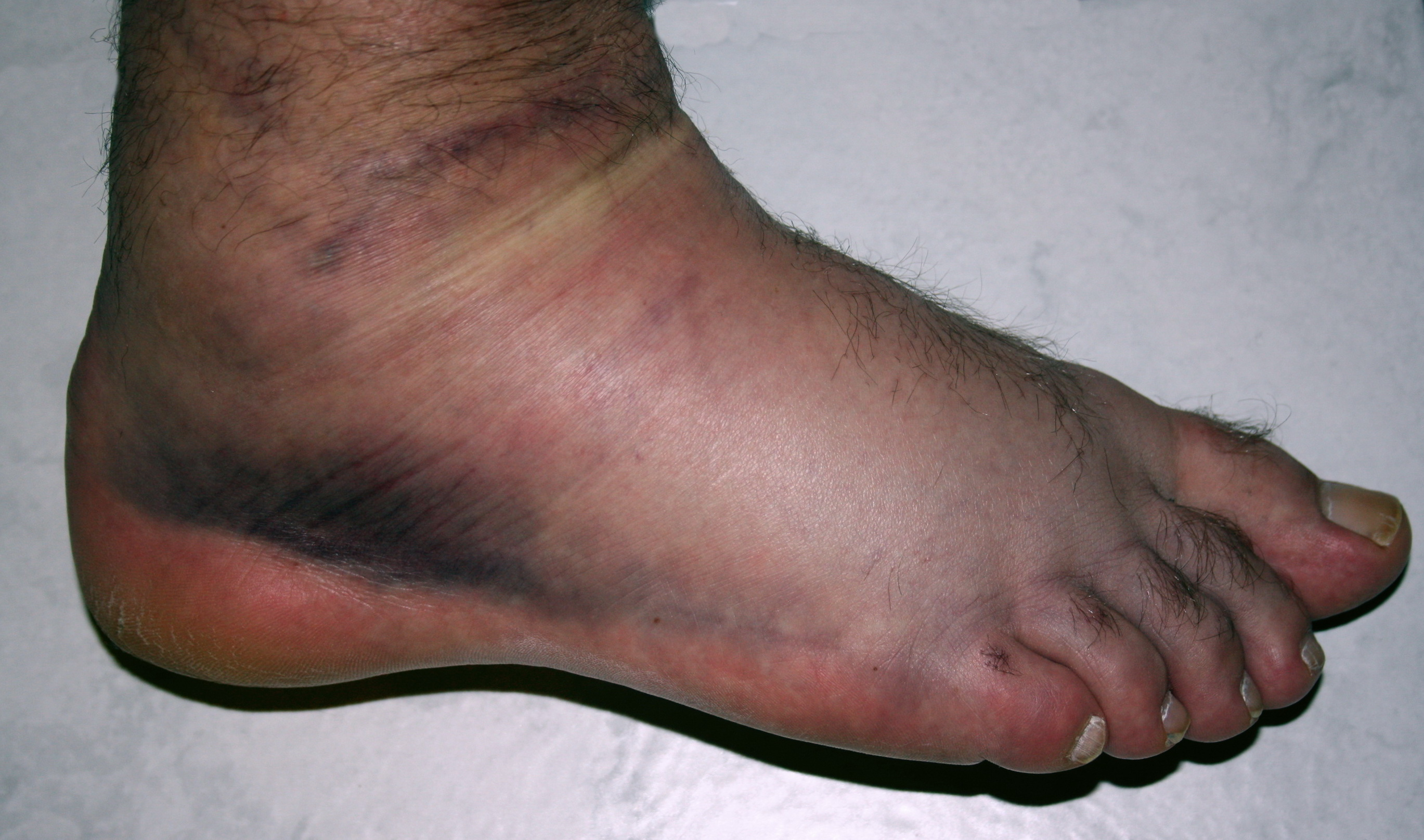
오른쪽 발. 상해 후 하루가 지난 모습.

## 병인
발의 뒤틀림이나 회전과 같은 움직임은 발목 염좌의 주된 병인이다.
스쿼시, 테니스, 농구와 같은 격렬한 활동 중 염좌의 위험은 가장 크다.  발목 염좌는 얼음 위에서 미끄러지는 등의 일상적인 활동 중에도 발생할 수 있다.

## 분류
발목 염좌의 단계는 1, 2, 3으로 나눌 수 있다. 위험의 정도나 위해를 받은 인대의 수에 따라 각 염좌는 경미한 정도에서 심각한 정도로 분류된다. 1단계 염좌는 인대에 대한 경미한 위험을 가리킨다. 2단계 염좌는 인대의 부분적인 파열로 간주된다. 3단계 염좌는 인대의 완전한 파열로 인해 영향을 받은 관절의 불안정을 가리킨다. 발목 주위에 멍이 발생할 수 있다.

## 진단
염좌의 진단은 병력에 의존하여 결정한다.

## 치료
초기 치료는 일반적으로 휴식, 차갑게 하기, 누르기 및 올리기 (rest, icing, compression, elevation)으로 구성된다. 이러한 요소들은 연조직 손상과 가장 흔한 연조직 손상 중 하나인 발목 염좌의 치료를 위해 의사들이 수십 년 동안 권고해 왔다. 쌀은 부기의 양을 제한하고 "정맥 및 림프관의 배수를 촉진"한다.[10] 거의 보편적으로 치료제로 받아들여지고 있지만, 성인에서 급성 발목 염좌에 대한 치료로서 상대적인 효과를 결정하는데 충분한 증거가 없다.

### 보존적 조치
얼음은 자주 15~20분, 20~30분 주기로 붓기를 줄이기 위해 사용된다. 발목을 너무 길게 결빙하면 감기 부위가 하얗게 변하기 때문에 부상을 입을 수 있다. 또한, 얼음을 피부에 직접 바르지 말고 얼음과 환부 사이에 얇은 완충제를 두는 것이 권장된다. 최근, 1978년 스포츠 의학 책에서 약자 RISE를 만들고 대중화시킨, MD인 게이브 미르킨은 염좌를 치료하기 위해 더 이상 "완전한" 휴식이나 얼음을 추천하지 않는다. 현대 연구를 검토한 후, 그는 얼음이 혈관을 막아주기 때문에, "얼음은 치유를 증가시키지 않는다. 그것은 치유를 지연시킨다." 그리고 "완전한 휴식은 치유를 지연시킬 수 있다."고 지적한다. 그는 이제 붓기로 인한 통증을 줄이기 위해 필요한 경우가 아니라면 얼음을 아예 건너뛰라고 충고한다. 염좌에 더 이상 RISE을 권하지 않는 의사들이 늘고 있다. 그럼에도 불구하고, 그것은 널리 받아들여지고 있고, 비록 임상 증거가 희박하지만, 냉동요법(얼음)은 재활 전문의들을 위한 임상 실습의 주축이었다.
복잡하지 않은 측면 발목 염좌의 경우, 양쪽 말레올리 주변의 압박, 심장보다 높은 발목 상승, 통증 없는 운동으로 연조직의 부기를 예방할 수 있다.
정형외과 워킹 부츠는 종종 삔 발목 부상을 치료하기 위해 사용된다. 교정기와 목발도 통증을 완화시키기 위해 사용되어 부상당한 발목이 가능한 한 빠르고 고통 없이 치유될 수 있다.
깁스보다 효과가 낮지만 압박 붕대는 삔 발목을 지탱하고 압박하는 데 사용된다. 포장은 발의 볼에서 시작하여 종아리 근육의 밑부분까지 천천히 계속된다; 이것은 부기가 발에 모이지 않도록 몸의 중앙으로 이동하게 한다.

### 재활 및 복구
부상의 심각성과 상관없이 발목 염좌를 돕기 위해 많은 다른 종류의 재활 운동이 행해질 수 있다. 재활의 목적은 발목의 힘과 유연성을 회복하는 능력을 준다. 삔 발목은 조직 내에 부종이 많아져 부어오른다. 생리적으로 부종은 발목의 통증을 유발하기 때문에 발목에 액체가 빠져나가도록 하는 것이 우선이다. 발목을 안착시키는 RISE 메커니즘을 구현하여 얼음을 바르고 압축하고 상승시키면 즉시 가능하다. 재활치료의 첫 주의 역점은 추가 손상을 방지하기 위해 발목을 보호하는 것이다. 치유가 진행됨에 따라, 스트레스는 발목이 완전히 회복될 때까지 다른 메커니즘에 의해 적용될 수 있다. 빠른 회복의 비결은 통증이 줄어드는 동안 운동 범위가 넓어지도록 다양한 유형의 발목 염좌 운동을 시행하는 것이다.
발목이 적절한 시간 내에 아물지 않는 경우 힘과 유연성을 되찾을 수 있도록 다른 운동을 시행할 필요가 있다. 물리치료사들은 발목의 유연성, 강화, 균형 그리고 민첩성을 다루는 다양한 종류의 발목 염좌 운동을 배정한다. 발목 염좌가 제대로 낫지 않으면 관절이 불안정해지고 만성 통증으로 이어질 수 있다. 발목의 강화와 부상 방지를 위해 적절한 치료와 발목기능을 증진시키는 운동을 하는 것이 중요하다.